# Steve Canyon

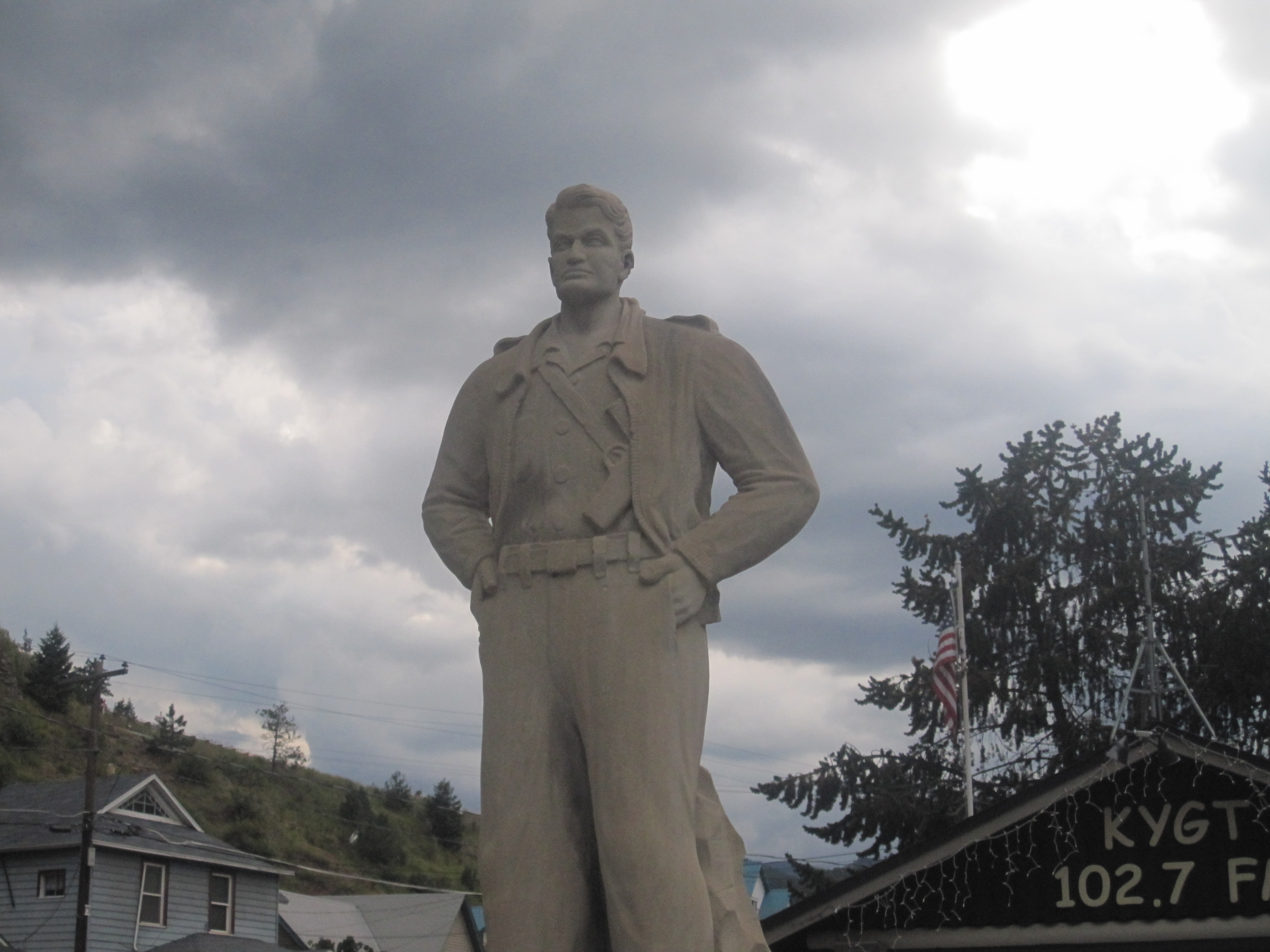
Statue von Steve Canyon in Idaho Springs

Steve Canyon ist ein Comicstrip des US-amerikanischen Comiczeichners Milton Caniff.

## Handlungsrahmen
Steve Canyon ist ein ehemaliger Air-Force-Pilot, der nach dem Zweiten Weltkrieg als Pilot der Fluggesellschaft Horizons Unlimited an diversen exotischen Schauplätzen zahlreiche Abenteuer erlebt, sich gegen diverse Schurken erwehren muss und etliche Frauenherzen bricht. Vor dem Hintergrund des Kalten Krieges änderten sich die Erlebnisse und während des Koreakrieges trat Canyon wieder der Air Force bei, der er bis zum Serienende angehörte und wo er es bis zum Oberstleutnant brachte.

## Erscheinen
Da Caniff nicht die Rechte an Terry and the Pirates besaß und sich bezüglich seiner künstlerischen Freiheiten eingeschränkt sah, gab er die Serie zum Jahresende 1946 auf und wechselte zur Chicago Sun-Times, die ihm ein Garantiehonorar von 520.000 US-Dollar angeboten hatte. Aufgrund des herausragenden Rufes von Caniff wurde Steve Canyon, ohne dass der Comic im Detail bekannt war, vor dessen ersten Erscheinen von 162 Zeitungen unter Vertrag genommen und erschien erstmals am 13. Januar 1947 auf der Titelseite der Chicago Sun-Times, die erste Sonntagsseite folgte sechs Tage später.
Steve Canyon wurde von Caniff, der unter anderem von William Thomas Overgard, Frank Engli, Ray Bailey, Alex Kotzky und Dick Rockwell unterstützt wurde, bis zu dessen Tod im Jahr 1988 fortgeführt. Insbesondere Rockwell half Caniff in seinen letzten Lebensjahren, als dieser sich aufgrund seines sich verschlechternden Gesundheitszustandes auf das Texten beschränkte. Insgesamt wurde Steve Canyon, dessen letzter Strip am 4. Juni 1988 erschien, in 450 Zeitungen abgedruckt. Anlässlich des Todes von Milton Caniff erschien am 4. Juni 1988 an Stelle des Strips Steve Canyon ein einziges an Steve Cayon angelehntes Bild, das von den Signaturen 78 Zeichnerkollegen, darunter auch Will Eisner, John Cullen Murphy und Dik Browne, begleitet wurde. Im Gegensatz zu Terry and the Pirates behielt Caniff an Steve Canyon die Rechte.
Im deutschsprachigen Raum erschienen Auszüge von Steve Canyon in sechs Alben in den Jahren 1985 bis 1988 im Feest Verlag. Die Übersetzung für die ersten fünf Alben stammt von Volker Staub, das sechste Album wurde von Bernd Leibowitz übersetzt.
Basierend auf dem Comic wurden in den Jahren 1958 bis 1960 insgesamt 34 halbstündige Folgen einer Fernsehserie mit dem Namen Steve Canyon gedreht. Hauptdarsteller war Dean Fredericks.